# Lipophrys trigloides
La futarra es la especie Paralipophrys trigloides, una especie de pez de la familia de los blénidos en el orden de los Perciformes.
Su nombre científico procede del griego: lipos (grueso) + ophrys (arco del ojo).

## Hábitat natural
La futarra está ampliamente distribuida por aguas subtropicales de la costa este del océano Atlántico, desde Francia al norte hasta Guinea al sur, incluyendo archipiélagos como las islas Canarias y Madeira, así como por casi todo el mar Mediterráneo y el mar de Mármara. También ha sido descrito al oeste del mar Negro. Aunque debe afectarle la contaminación y el desarrollo urbano de las costas, no parece que estén disminuyendo sus poblaciones, por lo que es calificada como especie común y de "preocupación menor".
Esta es una especie de aguas poco profundas que habita en las costas rocosas. Los adultos prefieren vivir en las zonas intermareales, así como en las costas rocosas batidas por el oleaje, escondido en grietas y cavidades entre las rocas.

## Descripción
Con la forma característica de los blénidos y coloración críptica, la longitud máxima descrita es de 13 cm.

## Comportamiento
Puede permanecer fuera del agua debajo de las piedras y algas marinas donde pueda respirar aire. Esta especie es muy inactiva, excepto durante el desove.
Se alimenta de mejillones, otros invertebrados bentónicos y algas, siendo la única especie conocida de blénido que caza por la noche.
Durante la reproducción se vuelve muy activo; es ovíparo, los huevos son demersales y adhesivos, estando unidos al sustrato a través de una almohadilla adhesiva filamentosa. Cuando eclosionan las larvas son planctónicas, a menudo se encuentra en aguas costeras poco profundas.